# Lasiobolus macrotrichus
Lasiobolus macrotrichus är en svampart som beskrevs av Rea 1917. Lasiobolus macrotrichus ingår i släktet Lasiobolus och familjen Ascodesmidaceae.  Arten är reproducerande i Sverige. Inga underarter finns listade i Catalogue of Life.